# 特雷韦雷克
特雷韦雷克（法語：Trévérec，法語發音：[tʁeveʁɛk]）是法国阿摩尔滨海省的一个市镇，位于该省西北部，属于甘冈区。

## 地理
特雷韦雷克（48°39'17"N, 3°3'33"W）面积4.33 平方千米，位于法国布列塔尼大區阿摩尔滨海省，该省份为法国西北部沿海省份，位于布列塔尼半岛北部，北濒大西洋英吉利海峡，西接菲尼斯泰尔省，南至莫尔比昂省，东临伊勒-维莱讷省。
与特雷韦雷克接壤的市镇（或旧市镇、城区）包括：勒法韦特、戈默内克、圣吉勒莱布瓦、特雷梅旺。

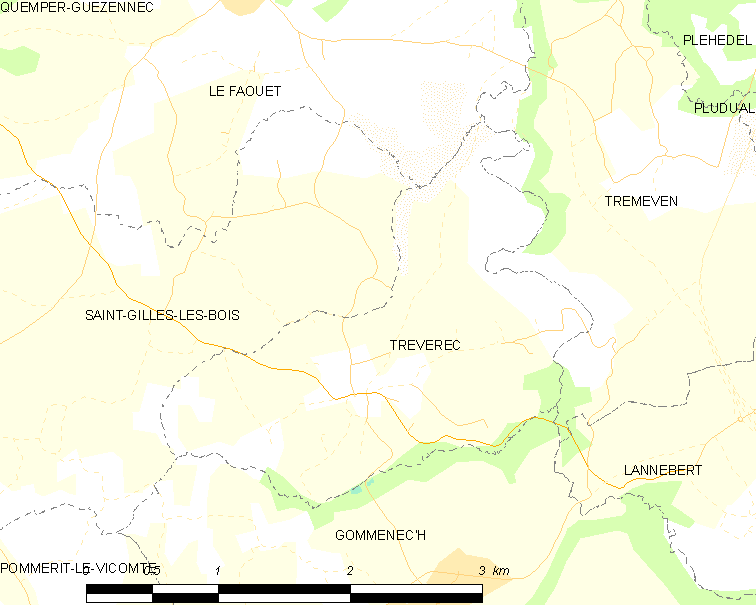
特雷韦雷克的OSM定位图

特雷韦雷克的时区为UTC+01:00、UTC+02:00（夏令时）。

## 行政
特雷韦雷克的邮政编码为22290，INSEE市镇编码为22378。

## 政治
特雷韦雷克所属的省级选区为普卢阿县。

## 人口

1962-2008年间特雷韦雷克人口变化图示

特雷韦雷克于2022年1月1日时的人口数量为224人。